# Kardinal-Innitzer-Förderungspreis für Rechts- und Staatswissenschaften
Der Kardinal-Innitzer-Förderungspreis für Rechts- und Staatswissenschaften ist ein von der Erzdiözese Wien verliehener Wissenschaftspreis. Der Preis ist nach Kardinal Theodor Innitzer benannt.

## Der Kardinal-Innitzer-Studienfonds
Dotiert wird der Kardinal-Innitzer-Förderungspreis für Rechts- und Staatswissenschaften durch den Kardinal-Innitzer-Studienfonds, eine Einrichtung zur Förderung der Wissenschaft. Er vergibt jährlich Förderungspreise an hervorragende junge österreichische Wissenschafter in verschiedenen Wissenschaftsdisziplinen.
Für die Prämierung kommen wissenschaftliche Arbeiten in Frage, die in ihrer wissenschaftlichen Bedeutung einer Habilitationsschrift gleichzusetzen sind. Die Bewerber sollen österreichische Staatsbürger sein. Die Arbeiten ausländischer Staatsbürger werden angenommen, wenn sie in Österreich an einer wissenschaftlichen Institution ständig arbeiten. Die Bewerbungen werden durch den Studienfonds begutachtet, wobei auch externe Gutachter beauftragt werden.

## Preisverleihung
Die Preisverleihung nimmt der Erzbischof von Wien, derzeit Kardinal Christoph Schönborn, im Rahmen einer feierlichen Vergabesitzung im Dezember jedes Kalenderjahres vor.

## Träger des Kardinal-Innitzer-Förderungspreises für Rechts- und Staatswissenschaften
- 1971: Heinz Peter Rill, Rechtswissenschaftler
- 1972: Bruno Simma, Völkerrechtler
- 1973: Hans René Laurer, Rechtswissenschaftler; Theo Öhlinger, Verfassungsjurist
- 1974: Josef Aicher, Rechtswissenschaftler; Thomas Cornides, Rechtsphilosoph
- 1975: Wolfgang Mantl, Politikwissenschaftler und Jurist; Karl Hackl, Rechtswissenschaftler; Heribert Köck, Völkerrechtler, Europarechtler und Rechtsphilosoph
- 1976: Peter Fischer, Europarechtler
- 1977: Waldemar Hummer, Rechtswissenschaftler
- 1978: Attila Fenyves, Rechtswissenschaftler; Herbert Heinz Haller, Rechtswissenschaftler und Richter am Verfassungsgerichtshof
- 1979: kein Preis vergeben
- 1980: kein Preis vergeben
- 1981: Johannes Pichler, Rechtshistoriker
- 1982: Walter Schrammel, Rechtswissenschaftler; Harald Stolzlechner, Verfassungs- und Verwaltungsjurist
- 1983: Artur Völkl, Rechtshistoriker
- 1984: Franz Marhold, Rechtswissenschaftler
- 1985: Gernot Hasiba, Rechtshistoriker
- 1986: Gabriele Kucsko-Stadlmayer, Rechtswissenschaftlerin
- 1987: Peter Bydlinski, Rechtswissenschaftler
- 1988: Stefan Griller, Europarechtler
- 1989: kein Preis vergeben
- 1990: kein Preis vergeben
- 1991: Wolfgang Mazal, Arbeits-, Sozial- und Medizinrechtler
- 1992: Markus Achatz, Verwaltungs- und Finanzwissenschaftler; Wolfgang Brandstetter, Rechtswissenschaftler; Christoph Grabenwarter, Rechtswissenschaftler; Christian Huber, Rechtswissenschaftler
- 1993: kein Preis vergeben
- 1994: Peter Lewisch, Rechtswissenschaftler
- 1995: Joseph Marko, Rechtswissenschaftler und Politikwissenschaftler; Peter Mayr, Rechtswissenschaftler am Institut für Zivilgerichtliches Verfahren an der Universität Innsbruck
- 1996: kein Preis vergeben
- 1997: Michael Holoubek, Rechtswissenschaftler; Andreas Riedler, Rechtswissenschaftler
- 1998: Susanne Kalss, Rechtswissenschaftlerin; Thomas Bachner, Rechtswissenschaftler; Reinhard Resch, Rechtswissenschaftler; Sigmar Stadlmeier, Völkerrechtler
- 1999: Josef Schuch, Steuerrechtler
- 2000: Thomas Schobel, Assistent am Institut für Zivilrecht der Universität Wien
- 2001: Peter Hilpold, Völkerrechtler und Europarechtler
- 2002: Friedrich Rüffler, Rechtswissenschaftler; Sabine Urnik, Institut für Wirtschaftswissenschaften der Universität Klagenfurt
- 2003: Alexander Egger, Jurist und Référendaire am EuGH
- 2004: Anita Ziegerhofer-Prettenthaler, Rechtshistorikerin
- 2005: Ernst Karner, Rechtswissenschaftler; Claudia Rudolf, Rechtswissenschaftlerin; Erika Maria Wagner, Rechtswissenschaftlerin
- 2006: Martina Kisslinger, Rechtswissenschaftlerin
- 2007: Gudrun Fritz-Schmid, Institut für Finanzmanagement der Universität Klagenfurt; Georg Kofler, Rechtswissenschaftler
- 2008: Karl Stöger, Institut für Staat- und Verwaltungsrecht der Universität Wien
- 2009: Cathrine Konopatsch, Juristin; Martin Risak, Rechtswissenschaftler an der Universität Passau; Ulrich Torggler, Rechtswissenschaftler
- 2010: David Leeb, Rechtswissenschaftler; Katharina Pabel, Rechtswissenschaftlerin
- 2011: Lyane Sautner, Rechtswissenschaftlerin
- 2012: Harald Eberhard, Rechtswissenschaftler; Martin Spitzer, Rechtswissenschaftler
- 2013: Daniel Ennöckl, Rechtswissenschaftler; Stefan Perner, Rechtswissenschaftler
- 2014: Judith Schacherreiter, Rechtswissenschaftlerin
- 2015: Michael Mayrhofer, Rechtswissenschaftler; Hermann Peyerl, Wirtschaftswissenschaftler und Steuerrechtler
- 2016: Andreas Th. Müller, Rechtswissenschaftler
- 2017: Walter Doralt, Rechtswissenschaftler; Andreas Geroldinger, Rechtswissenschaftler
- 2018: Elias Felten, Arbeits- und Sozialrechtler; Christoph Marchgraber, Steuerrechtsexperte[2]
- 2019: Christian Koller, Rechtswissenschaftler
- 2020: Barbara Steininger, Rechtswissenschaftlerin; Martin Trenker, Rechtswissenschaftler
- 2021: Caroline Heber, Rechtswissenschaftlerin; Klaus Poier, Rechtswissenschaftler; Markus Vašek, Rechtswissenschaftler
- 2022: Daniel Blum, Rechtswissenschaftler; Claudia Wutscher, Rechtswissenschaftlerin
- 2023: kein Preis vergeben
- 2024: Natascha Brandstätter, Rechtswissenschaftlerin; Lisa Isola, Rechtshistorikerin